# 동부 프리고로드니 분쟁
동부 프리고로드니 분쟁(East Prigorodny conflict) 또는 오세티야-잉구시 분쟁은 1989년에 시작된 북오세티야-알라니아 공화국 프리고로드니 지역 동부에서 발생한 러시아 연방 내 민족 간 분쟁이다. 1992년에는 지역 인구시와 오세트인 준군사 세력 사이의 짧은 민족 전쟁으로 발전했다.

## 같이 보기
- 조지아-오세티야 분쟁